# Hauptstrasse 136
Die Hauptstrasse 136 (französisch Route principale 136 und auch Avenue du Tir-Fédéral) ist eine Schweizer Hauptstrasse in der Agglomeration Lausanne im Kanton Waadt. Die rund viereinhalb Kilometer lange Strasse bildet eine Nord-Süd-Verbindung im Westen der Stadt.

## Verlauf
Die Hauptstrasse 136 zweigt bei Saint-Sulpice gegen Norden von der Hauptstrasse 1 ab und erreicht sogleich das Gemeindegebiet von Ecublens, wo sie auf der Westseite am weitläufigen Campus der École polytechnique fédérale de Lausanne (EPFL) vorbeiführt. Danach folgt ihr die Linie M1 der Métro Lausanne.
Die Strasse überquert den Fluss Sorge, später die Autobahn A1a und danach, östlich der Autobahnverzweigung Échangeur d’Écublens, mit der Brücke Pont Bleu (deutsch «Blaue Brücke») die Bahnstrecke Lausanne–Biel. Nördlich des Bahnhofs Renens ist sie auf dem Gebiet der Gemeinde Crissier mit der Hauptstrasse 137 verbunden. Mit dem Tunnel Marcolet unterquert sie die Siedlung Pré Fontaine, und danach endet die Route in der Kreuzung mit der Hauptstrasse 9 und der Hauptstrasse 135.